# Metopomyza nigrohumeralis
Metopomyza nigrohumeralis är en tvåvingeart som beskrevs av Friedrich Georg Hendel 1931. Metopomyza nigrohumeralis ingår i släktet Metopomyza och familjen minerarflugor. Arten är reproducerande i Sverige. Inga underarter finns listade i Catalogue of Life.